# Boophis haingana
Boophis haingana is een kikker uit de familie gouden kikkers (Mantellidae). De soort werd voor het eerst wetenschappelijk beschreven door Frank Glaw, Jörn Köhler, Ignacio De la Riva, David Vieites en Miguel Vences in 2010. De soort behoort tot het geslacht Boophis.

## Leefgebied
De kikker is endemisch in Madagaskar. De soort komt voor in het zuiden van het eiland en leeft in de subtropische bossen van Madagaskar op een hoogte van 600 tot 1500 meter boven zeeniveau.